# Hyposmocoma scolopax
Hyposmocoma scolopax — вид моли эндемичного гавайского рода Hyposmocoma.

## Распространение
Встречается на островах Кауаи и Молокаи.